# Arrancy-sur-Crusne
Arrancy-sur-Crusne è un comune francese di 466 abitanti situato nel dipartimento della Mosa nella regione del Grand Est.

## Società

### Evoluzione demografica
Abitanti censiti